# Vasîlkivske, Vilneansk
Vasîlkivske (în ucraineană Васильківське) este un sat în comuna Prîvilne din raionul Vilneansk, regiunea Zaporijjea, Ucraina.

## Demografie
Componența lingvistică a localității Vasîlkivske
     Ucraineană (93,03%)
     Rusă (4,33%)
Conform recensământului din 2001, majoritatea populației localității Vasîlkivske era vorbitoare de ucraineană (93,03%), existând în minoritate și vorbitori de rusă (4,33%) și armeană (2,64%).